# Slim Chaker
Pour les articles homonymes, voir Chaker.
Ne doit pas être confondu avec Salem Chaker.
Slim Chaker (arabe : سليم شاكر), né le 24 août 1961 à Sfax et mort le 8 octobre 2017 à Tunis, est un homme politique tunisien.
Il est ministre de la Jeunesse et des Sports de juillet à décembre 2011, au sein du gouvernement de Béji Caïd Essebsi. Devenu membre de Nidaa Tounes, il est ministre des Finances au sein du gouvernement de Habib Essid de février 2015 à août 2016 puis brièvement ministre tunisien de la Santé au sein du gouvernement de Youssef Chahed de septembre 2017 à sa mort.

## Biographie

### Famille et études
Né dans une famille de l'ancienne notabilité sfaxienne, il est le fils de Mohamed Chaker et le petit-fils de l'homme politique tunisien et figure du mouvement national, Hédi Chaker. Diplômé du baccalauréat au lycée Sadiki (Tunis) en 1979, il effectue trois années de licence (section mathématiques) à l'École normale supérieure de Tunis jusqu'en 1983. Il étudie également à Paris, où il devient ingénieur statistique de l'ENSAE-CESD et enfin, en 2008, à la Mediterranean School of Business, où il est diplômé d'un MBA.

### Carrière professionnelle
Chaker commence à travailler au ministère du Plan en 1986. Il travaille également dans le secteur bancaire, comme directeur adjoint de la Banque tuniso-qatarie d'investissement entre 1991 et 1992, directeur des études au Centre technique du textile entre 1992 et 1998 (sous la tutelle du ministère de l'Industrie) et directeur coordonnateur du Fonds d'accès aux marchés extérieurs entre 1998 et 2008 (sous la tutelle du ministère du Commerce).
Il est consultant international concernant le Programme européen pour la promotion des exportations en Jordanie, chargé de la mise à niveau du secteur des services et du tourisme.

### Carrière politique
À la suite de la révolution de 2011, Slim Chaker devient secrétaire d'État chargé du Tourisme dans le gouvernement d'union nationale de Mohamed Ghannouchi puis dans celui de Béji Caïd Essebsi, auprès des ministres Mohamed Jegham puis Mehdi Houas. Mohamed Aloulou est nommé ministre de la Jeunesse et des Sports ; Slim Chaker lui succède le 1er juillet de la même année. Myriam Mizouni est alors sa secrétaire d'État.
Après avoir quitté le gouvernement, il rejoint Nidaa Tounes lancé par Béji Caïd Essebsi et en devient chargé des programmes économiques et sociaux.
Le 23 janvier 2015, il est proposé au poste de ministre du Commerce et de l'Artisanat dans le gouvernement de Habib Essid. Le 2 février, il est finalement nommé au poste de ministre de l'Économie et des Finances dans une nouvelle liste proposé par Essid.
Le 20 septembre 2016, il est nommé ministre-conseiller auprès du président de la République, chargé des Affaires politiques.
Le 6 septembre 2017, il revient au gouvernement en tant que ministre de la Santé,.

### Mort et hommages
Slim Chaker meurt le 8 octobre 2017 à l’hôpital militaire de Tunis, à la suite d'une attaque cardiaque, après sa participation au marathon de l'organisation Nourane, pour la promotion de la lutte contre le cancer du sein,. Il est remplacé le 7 novembre par Mohamed Trabelsi. Le 18 novembre, Imed Hammami lui succède.
Dès l'annonce de sa mort, les messages se succèdent pour saluer sa mémoire. Le 9 octobre, une minute de silence est observée en sa mémoire dans les différentes structures et institutions tunisienne de santé publique et privée. Au cours de la journée, des funérailles nationales sont organisées, en présence de plusieurs personnalités politiques et médiatiques tunisiennes, pour lui rendre un dernier hommage,.
La ministre de la Femme, de la Famille et de l'Enfance, Néziha Labidi, décide de donner son nom au marathon auquel il avait participé, « Octobre rose ».

### Vie privée
Slim Chaker est marié et père de trois enfants. 

### Décoration
Le 23 novembre 2011, il est décoré des insignes de commandeur de l’Ordre tunisien de la République.